# Panathinaiko Stadion
Panathinaiko Stadion eller Panathinaikoen (græsk: Παναθηναϊκό στάδιο), også kendt som Kallimarmaro (Καλλιμάρμαρο, dvs. det "smukt marmorerede"), er et sportsstadion i Athen, hvor de første moderne Olympiske lege blev afholdt i 1896. Det er rekonstrueret fra resterne af det oldgræske stadion på stedet, og Panathinaiko er det eneste større stadion i verden, som er bygget helt af hvid marmor (fra Penteli-bjerget).

## Historie
I oldtiden blev det brugt til sportsdelen af de Panathenæiske lege til ære for gudinden Athene. På det tidspunkt havde stadionet træklædte siddepladser. Det blev genopført i marmor af arkonten Lykurg fra Athen i 329 f.Kr. og udvidet og renoveret af Herodes Atticus i 140 e.Kr. til en kapacitet på 50.000 siddepladser. Resterne af den gamle struktur blev udgravet og forskønnet for midler, stillet til rådighed af Evangelis Zappas til genoplivelsen af de Olympiske Lege. Evangelis Zappas sponsorerede de Olympiske Lege, der blev holdt der i 1870 og 1875. Stadionet blev forskønnet endnu en gang i 1895 til OL 1896, hvor finansieringen kom fra den græske velgører George Averoff (hvis marmorstatue nu står ved indgangen), og er baseret på et design af arkitekterne Anastasios Metaxas og Ernst Ziller.

## Design
Stadionet blev bygget længe før idrætsanlægs størrelse blev standardiseret, og dets baner og layout følger den ældgamle hårnål-lignende model.
Der var oprindeligt plads til ca. 80.000 tilskuere på 50 rækker marmortrin, og i sin nuværende udformning kan det rumme 45.000 tilskuere.

## Beliggenhed
Det er beliggende i det centrale Athen, i Pangrati-distriktet øst for Athens Nationalhave og Zappeion-udstillingshallen, vest for beboelsesområdet Pangrati og mellem de to fyrrebevoksede høje Ardettos og Agra. Frem til 1950'erne løb Ilissos-floden (som nu er overdækket af og strømmer under Vasileos Konstantinou avenuen) foran stadionets indgang, og Kallirrhoes kilde, som er helligdom for en lokal helt ved navn Pankrates, samt den offentlige idrætsplads og skole Kynosarges lå nær ved.
Fokianos-sportsarenaen ligger på den modsatte side af avenuen Vasileos Konstantinou, og grænsende op til den ligger Athens tennisklub, Ethnikos-atletikbanen, forbundets svømmebassin, resterne af Templet for den Olympiske Zeus og Hadrians Port. Indtil slutningen af det 19. århundrede, hvor Ilissos fik sit flodleje fastlagt, var området bevokset med siv og rør og ofte oversvømmet og blev kaldt "Vatrahonisi" (frø-øen).

## Begivenheder og fejringer
Ved Sommer-OL 2004 var Panathinaiko Stadion vært for bueskydningskonkurrencen, kuglestød og for afslutningen af maratonløbet.
I de senere år er stadionet ofte blevet brugt til at hædre sejrende græske atleter ved deres hjemkomst, blandt andet fejringen af græske fodboldlandshold efter dets sejr ved fodbold-EM 2004, men også f.eks. til åbningsceremonien ved VM i atletik 1997 efter et koncept af komponisten Vangelis Papathanasiou.

## Koncertsted
Nogle enkelte gange er stadionet også blevet benyttet ved særlige koncertopførelser. Blandt de, som har optrådt her, er Bob Dylan, Depeche Mode, Tina Turner, Metallica og Sakis Rouvas. I september 2008 afholdt MTV Grækenland sin åbningsfest på stadionet med gæsteoptræden af C;Real, R.E.M. og Gabriella Cilmi.
Den 1. juli 2009 skabte kunstneren Sakis Rouvas historie med en udsolgt velgørenhedskoncert til fordel for miljøet (der faldt sammen med første dag af det græske rygeforbud på offentlige steder), som med et publikum på 50.000 var det største nogensinde ved en musikalsk begivenhed på stadionet og blandt de hidtil mest besøgte koncerter med en græsk kunstner.

## Memorabilia
Panathinaiko Stadion blev valgt som hovedmotiv for en græsk samlermønt med værdien 100€, Panathinaaikos-mindemønten, præget i 2003 for at fejre de olympiske lege i Athen 2004. Stadionet afbildes på møntens bagside. Det pryder også forsiden af alle medaljer, som blev uddelt ved sommer-OL i 2004 og ved de følgende olympiske lege 2008 i Beijing.